# Эль-Ханкури, Мохамед
Мохамед эль-Ханкури (араб. محمد الحنكوري‎; нидерл. Mohamed El Hankouri; 1 июля 1997 года) — марокканский и нидерландский футболист, атакующий полузащитник клуба «Магдебург».

## Клубная карьера
Мохамед является воспитанником «Фейеноорда». Тренировался в академии клуба с 11 лет, выступал за молодёжную команду. С сезона 2016/2017 привлекается к тренировкам и выступлениям основной команды. 27 августа 2016 года дебютировал в Эредивизи в поединке против «Эксельсиора», выйдя на замену на 81-й минуте вместо Стевена Бергёйса. В августе 2017 года перешёл на правах аренды в «Виллем II».
В январе 2019 года перешёл в «Гронинген». В июне 2022 года подписал контракт с клубом «Магдебург».
Вызывался в молодёжные сборные Марокко и Нидерландов, однако в официальных матчах участия не принимал.

## Достижения
«Фейеноорд»
- Чемпион Нидерландов: 2016/17
- Обладатель Суперкубка Нидерландов: 2017